# Teoría generacional de Strauss–Howe
La Teoría generacional de Strauss–Howe, creada por los autores William Strauss y Neil Howe, describe una teoría recurrente de ciclos de generaciones en la historia. Strauss y Howe sentaron las bases para su teoría en su libro de 1991 Generaciones, que trata la historia de los Estados Unidos como una serie de relevos generacionales a partir de 1584. En su libro de 1997 La cuarta vuelta, los autores ampliaron la teoría al centrarse en un cuádruple ciclo generacional de las épocas de la historia estadounidense. Desde entonces, han ampliado el concepto en una variedad de publicaciones.
La teoría generacional de Strauss-Howe también ha sido calificada por algunos historiadores y periodistas como pseudocientífica, "excéntrica", y "un elaborado horóscopo histórico que nunca resistirá el escrutinio académico". Las críticas académicas se han centrado en la falta de pruebas empíricas rigurosas de sus afirmaciones, así como la opinión de los autores de que las agrupaciones generacionales son más poderosas que otras agrupaciones sociales, como la clase económica, la raza, el sexo, la religión y los partidos políticos.

## Planteamiento
La teoría fue desarrollada para describir la historia de los Estados Unidos, incluidas las 13 colonias y sus antecedentes británicos, y aquí es donde se ha realizado la investigación más detallada.  Sin embargo, los autores también han examinado las tendencias generacionales en otros lugares el mundo y describen ciclos similares en varios países desarrollados.
En un artículo de 2009 publicado en The Chronicle of Higher Education, Eric Hoover llamó a los autores pioneros en una floreciente industria de consultores, oradores e investigadores centrados en las generaciones. La respuesta académica a la teoría ha sido mixta: algunos aplaudieron a Strauss y Howe por su "tesis audaz e imaginativa", y otros criticaron la teoría. La crítica se ha centrado en la falta de evidencia empírica rigurosa para sus afirmaciones, y en la percepción de que algunos aspectos del argumento no tienen en cuenta las diferencias reales dentro de la población.

## Historia
La asociación de William Strauss y Neil Howe comenzó a fines de la década de 1980 cuando comenzaron a escribir su primer libro Generations, que analiza la historia de los Estados Unidos como una sucesión de 18 biografías generacionales, divididas entre sí por periodos de 22 años. Cada uno había escrito sobre temas generacionales: Strauss sobre baby boomers y la guerra de Vietnam, y Howe sobre la Generación Grandiosa (G.I Generation) y los programas de derechos federales. Strauss coescribió dos libros con Lawrence Baskir sobre cómo la guerra de Vietnam afectó a los Baby Boomers (Chance and Circumstance: The Draft the War and The Vietnam Generation de 1978 y Reconciliation after Vietnam de 1977). Neil Howe estudió los derechos en los EE. UU. en la década de 1980 y fue coautor de On borrowed time: cómo los derechos en EE. UU. pone al futuro de Estados Unidos en riesgo de quiebra en 1988 con Peter George Peterson. El interés de los autores en las generaciones como un tema más amplio surgió después de que se conocieron en Washington D. C., y comenzaron a discutir las conexiones entre cada una de sus obras anteriores.
Se preguntaban por qué los Boomers y los G.I.s habían desarrollado formas tan diferentes de mirar el mundo, qué era lo que dependía de las experiencias de estas generaciones, y que provocó sus diferentes puntos de vista. También se preguntaban si las generaciones anteriores habían actuado de manera similar, y sus investigaciones buscaban análogos históricos de las generaciones actuales. Los dos finalmente describieron un patrón recurrente en la historia angloamericana de cuatro tipos generacionales, cada uno con una personalidad colectiva distinta, y un ciclo correspondiente de cuatro tipos diferentes de época, cada uno con un estado de ánimo distinto. El fundamento de esta teoría fue presentado en Generations en 1991. Strauss y Howe ampliaron su teoría y actualizaron la terminología en The Fourth Turning en 1997. Las generaciones ayudaron a popularizar la idea de que las personas de un determinado grupo de edad tienden a compartir un conjunto distinto de creencias, actitudes, valores y comportamientos porque todos crecen y alcanzan la mayoría de edad durante un período particular de la historia.
En sus libros Generations (1991) y The Fourth Turning (1997), Strauss y Howe discutieron la brecha generacional entre los Baby Boomers y sus padres y predijeron que no habría tal brecha generacional entre los milenial y sus mayores. En 2000, publicaron Millennials Rising. Una reseña de un libro del año 2000 del New York Times para este libro titulada: ¿Qué pasa con los niños de hoy? Nada, describió el mensaje de Millennials Rising como "los baby boomers estamos criando una cohorte de niños que son más inteligentes, más industriosos y mejor educados que cualquier generación anterior", diciendo que el libro felicitó a la cohorte Baby Boomer reconociendo sus habilidades como padres.
A mediados de la década de 1990, los autores comenzaron a recibir preguntas sobre cómo su investigación generacional podría aplicarse a problemas estratégicos en las organizaciones. Strauss y Howe se establecieron rápidamente como pioneros en un campo en crecimiento, y comenzaron a hablar frecuentemente sobre su trabajo en eventos y conferencias. En 1999, Strauss y Howe fundaron LifeCourse Associates, una empresa editorial, y consultoría basada en su teoría generacional. Como socios de LifeCourse, han ofrecido charlas magistrales, servicios de consultoría y comunicaciones personalizadas a clientes corporativos, sin fines de lucro, gubernamentales y educativos. También han escrito seis libros en los que afirman que la Generación del Milenio está transformando varios sectores, incluyendo escuelas, universidades, entretenimientos y lugares de trabajo.
Steve Bannon, ex estratega jefe y consejero principal del presidente Donald Trump es un destacado defensor de la teoría. Como documentalista, Bannon discutió los detalles de la teoría generacional de Strauss-Howe en Generation Zero. Según el historiador David Kaiser, que fue consultado para la película, Generación Cero "se centró en el aspecto clave de su teoría, la idea de que cada 80 años la historia estadounidense ha estado marcada por una crisis o 'cuarto giro', que destruyó un viejo orden y creó uno nuevo". Kaiser dijo que Bannon está "muy familiarizado con la teoría de crisis de Strauss y Howe, y ha estado pensando en cómo usarlo para lograr objetivos particulares durante bastante tiempo". En un artículo de febrero de 2017 de Business Insider titulado: "La obsesión de Steve Bannon con una oscura teoría de la historia debería ser preocupante", comentó: "Bannon parece estar tratando de provocar el 'Cuarto Giro'".
El 18 de diciembre de 2007, William Strauss murió a la edad de 60 años de cáncer de páncreas. Neil Howe continúa expandiendo LifeCourse Asociados y se dedica a escribir libros y artículos sobre una variedad temas de relevo generacional. Cada año Howe da alrededor de 60 conferenciass, a menudo seguidas de talleres adaptados, en colegios, escuelas primarias, y corporaciones. Neil Howe es asesor del Grupo Blackstone, asesor senior de la Concord Coalition, y asociado senior del Centro para Estudios Estratégicos e Internacionales.

## Obras
El trabajo de Strauss y Howe combina la historia con la profecía. Brindaron información histórica sobre las generaciones pasadas y vivientes e hicieron varias predicciones. Muchas de sus predicciones se referían a la generación del Milenio, que eran niños pequeños cuando comenzaron su trabajo, por lo que carecían de datos históricos significativos. En su primer libro Generations (1991), Strauss y Howe describen la historia de los EE. UU. como una sucesión de biografías generacionales angloamericanas desde 1584 hasta la actualidad, y describen un ciclo generacional recurrente teorizado en la historia de los Estados Unidos. Los autores postulan un patrón de cuatro fases repetitivas, tipos generacionales y un ciclo recurrente de despertares espirituales y crisis seculares, desde los fundadores de Norteamérica hasta el presente.
Strauss y Howe siguieron en 1993 con su segundo libro 13th Gen: Abort, Retry, Ignore, Fail?, que fue publicado mientras los miembros de la Generación X eran adultos jóvenes. El libro examina la generación nacida entre 1961 y 1981, "Generación-X" (que llamaron "13ers", describiéndola como la decimotercera generación desde que los EE. UU. se convirtieron en una nación). El libro afirma que la ubicación de los 13ers en la historia como niños protegidos durante la Revolución de la Conciencia explica su actitud pragmática. Describen a la Generación X como niños en un momento en que la sociedad estaba menos centrada en los niños y más centrada en los adultos y su autorrealización.
En 1997, los autores publicaron The Fourth Turning: An American Prophecy, que amplió las ideas presentadas en Generations y extendió sus ciclos hasta principios del siglo XV. Los autores comenzaron a utilizar nombres más coloridos para los arquetipos generacionales, por ej. "Cívicos" se convirtió en "Héroes" (que aplicaron a la Generación del Milenio), "Adaptativos" se convirtieron en "Artistas" y en los términos "Giro" y "Saeculum" para los ciclos generacionales. El título es una referencia de lo que su primer libro llamó un período de Crisis, que esperaban que se repitiera pronto después del cambio de milenio.
En 2000, los dos autores publicaron Millennials Rising: The Next Great Generation. Este trabajo discutió la personalidad de la Generación del Milenio, cuyos miembros más antiguos fueron descritos como la clase de graduación de la escuela secundaria del año 2000. En este libro del 2000, Strauss y Howe afirmaron que los jóvenes y adultos jóvenes millennials estaban re-editando la imagen de la juventud de alienada a optimista y comprometida". Ellos acreditan una mayor atención y protección de los padres a estos cambios positivos. Afirmaron que los millennials tienen estándares más altos que los que los adultos se aplican a sí mismos y que son mucho menos vulgares y violentos que las personas mayores. Los describieron como menos sexualmente cargados y como el comienzo de una nueva modestia sexual, con la creencia cada vez mayor de que el sexo debería salvarse para el matrimonio y un retorno a los valores familiares conservadores. Predijeron que durante la siguiente década, los Millennials transformarían lo que significa ser joven. Según los autores, los Millennials podrían emerger como la próxima "Gran Generación". El libro fue descrito como un libro optimista y de buenos sentimientos para los padres de la Generación del Milenio, predominantemente los Baby Boomers.

## Definición de generación
Strauss y Howe definen una generación social como el conjunto de todas las personas nacidas en un lapso de aproximadamente veinte años o aproximadamente la duración de una fase de la vida: la infancia, la edad adulta joven, la mediana edad y la vejez. Se identifican generaciones (desde el primer año de nacimiento hasta el último) al buscar grupos de cohortes de esta longitud que comparten tres criterios. En primer lugar, los miembros de una generación comparten lo que los autores llaman una ubicación por edad en la historia: se encuentran con acontecimientos históricos clave y tendencias sociales mientras ocupan la misma fase de la vida. Desde este punto de vista, los miembros de una generación tienen formas duraderas en las épocas en que se encuentran cuando son niños y adultos jóvenes y comparten ciertas creencias y comportamientos comunes. Conscientes de las experiencias y rasgos que comparten con sus pares, los miembros de una generación también compartirían un sentido de pertenencia común percibida en esa generación.
Strauss y Howe dicen que basan su definición de una generación en la obra de diversos escritores y pensadores sociales, desde los antiguos como Polibio y Ibn Jaldún a los modernos teóricos sociales como José Ortega y Gasset, Karl Mannheim, John Stuart Mill, Émile Littré, Auguste Comte, y François Mentré.

## Etapas y cambios generacionales
Mientras escribían Generaciones, Strauss y Howe describieron un patrón teorizado en las generaciones históricas que examinaron, que según ellos giraban en torno a sucesos generacionales que denominan cambios. En Generations, y en mayor detalle en The Fourth Turning, describen un ciclo de cuatro etapas de eras sociales o de estado de ánimo que llaman "cambios". Los ciclos incluyen las siguientes etapas: Cumbre, Despertar, Desengaño y Crisis.

### Cumbre
Según Strauss y Howe, la primera etapa del ciclo es la Cumbre, que ocurre después de una Crisis. Durante la Cumbre las instituciones son fuertes y el individualismo es débil. La sociedad confía en hacia dónde quiere ir colectivamente, aunque los que están fuera del centro mayoritario a menudo se sienten sofocados por la conformidad.
Según los autores, el primer giro más reciente en los EE. UU. fue la generación estadounidense posterior a la Segunda Guerra Mundial, comenzando en 1946 y terminando con el asesinato de John F. Kennedy el 22 de noviembre de 1963.

### Despertar
Según la teoría, el Segundo Cambio es el Despertar. Esta es una era en la que las instituciones son atacadas en nombre de la autonomía personal y espiritual. Justo cuando la sociedad está alcanzando su marea alta de progreso público, la gente de repente se cansa de la disciplina social y quiere recuperar un sentido de "autoconciencia", "espiritualidad" y "autenticidad personal". Los jóvenes activistas miran hacia la época anterior como una era de pobreza cultural y espiritual.
Strauss y Howe dicen que el Despertar más reciente de los Estados Unidos fue la "Revolución de la Conciencia", que abarcó las revueltas de los campus y del centro de la ciudad de mediados de la década de 1960 hasta las revueltas fiscales de principios de la década de 1980.

### Desengaño
Según Strauss y Howe, el Tercer Cambio es un Desengaño. El estado de ánimo de esta era que dicen es en muchos aspectos lo opuesto a la Cumbre: las instituciones son débiles y desconfiadas, mientras que el individualismo es fuerte y floreciente. Los autores dicen que las cumbres vienen después de las crisis, cuando la sociedad quiere unirse y construir y evitar la muerte y la destrucción de la crisis anterior. Los desengaños vienen después de Despertar, cuando la sociedad quiere atomizar y disfrutar. Dicen que el Desengaño más reciente en los EE. UU. comenzó en la década de 1980 e incluye el Boom económico de los 90 y la Guerra Cultural de esos años.

### Crisis
Según los autores, el Cuarto Cambio es una Crisis. Esta es una era de destrucción, que a menudo implica guerra o revolución, en la que la vida institucional se destruye y se reconstruye en respuesta a una amenaza percibida para la supervivencia de la nación. Después de la crisis, la autoridad cívica se reanima, la expresión cultural redirige hacia el propósito de la comunidad y las personas comienzan a ubicarse como miembros de un grupo más grande.
Los autores dicen que el cuarto giro anterior en los Estados Unidos comenzó con el colapso de Wall Street de 1929 y culminó con el final de la Segunda Guerra Mundial. La Generación G.I. (que definen como un arquetipo de héroe, de nacidos entre 1901 y 1924) alcanzó la mayoría de edad durante esta época. Dicen que su confianza, optimismo y perspectiva colectiva personificaron el estado de ánimo de esa época. Los autores afirman que la Generación del Milenio (que también describen como un arquetipo de héroe, nacida entre 1982 y 2004) muestra muchos rasgos similares a los de la G.I., que incluyen: aumento del compromiso cívico, mejora del comportamiento y confianza colectiva.

## Ciclos generacionales
Los autores describen que cada generación dura entre 20 y 22 años. Cuatro cambios de generación componen un ciclo completo de aproximadamente 80 a 90 años, que los autores llaman saeculum, a partir de la palabra latina que significa tanto "una larga vida humana" como "un siglo natural".
El cambio generacional impulsa el ciclo de cambios y determina su periodicidad. A medida que cada generación envejece en la siguiente fase de la vida (y asume un nuevo rol social), el estado de ánimo y la conducta de la sociedad cambian fundamentalmente, dando lugar a un nuevo cambio. Por lo tanto, existe una relación simbiótica entre los eventos históricos y los roles generacionales. Los acontecimientos históricos forman generaciones en la infancia y la juventud. Luego, como padres y líderes en la mediana edad y la vejez, las generaciones a su vez dan forma a la historia.
Cada una de las cuatro vueltas tiene un estado de ánimo distintivo que es recurrente en cada saeculum. Strauss y Howe describen estos giros como las "estaciones de la historia". En un extremo está el Despertar, que es análogo al verano, y en el otro extremo está la Crisis, que es análoga al invierno. Las etapas en medio son temporadas de transición, similares al otoño y la primavera. Strauss y Howe han analizado 26 ciclos  sobre 7 saecula en la historia angloamericana, desde el año 1435 hasta el día de hoy.
En el corazón de las ideas de Strauss & Howe hay una alternancia básica entre dos tipos diferentes de épocas, Crisis y Despertares. Ambas son épocas definitorias en las que las personas observan que los eventos históricos están alterando radicalmente su entorno social. Las crisis son períodos marcados por grandes trastornos seculares, cuando la sociedad se concentra en reorganizar el mundo exterior de las instituciones y el comportamiento público (un ejemplo de crisis fue el período que abarcó la Gran Depresión y la Segunda Guerra Mundial). Los despertares son períodos marcados por la renovación cultural o religiosa, cuando la sociedad se centra en cambiar el mundo interior de los valores y el comportamiento privado (el último Despertar estadounidense fue la "revolución de la conciencia" de los años 60 y 70).
Durante las crisis, el gran peligro provoca un consenso social, una ética de sacrificio personal y un fuerte orden institucional. Durante los Despertares, surge una ética del individualismo, y el orden institucional es atacado por nuevos ideales sociales y agendas espirituales. Según los autores, cada ochenta o noventa años -la duración de una vida humana- ocurre una Crisis nacional en la sociedad estadounidense. Aproximadamente a mitad de camino hacia la próxima Crisis, se produce un Despertar cultural (históricamente, estos han sido a menudo llamados Grandes Despertares).
Al describir este ciclo de Crisis y Despertares, Strauss y Howe se inspiran en el trabajo de otros historiadores y científicos sociales que también han debatido sobre los ciclos largos de la historia estadounidense y europea. El ciclo de crisis de Strauss-Howe se corresponde con largos ciclos de guerra identificados por académicos como Arnold J. Toynbee, Quincy Wright y L. L. Ferrar Jr., y con ciclos geopolíticos identificados por William R. Thompson y George Modelski. Strauss y Howe dicen que su ciclo de Despertares se corresponde con el trabajo de Anthony Wallace sobre movimientos de revitalización; también dicen que las Crisis y Despertares recurrentes corresponden a ciclos de dos tiempos en la política (Walter Dean Burnham, Arthur Schlesinger Sr. y Jr.), de asuntos exteriores (Frank L. Klingberg), y la economía (Nikolai Kondratieff), así como con oscilaciones a largo plazo en el crimen y el abuso de drogas.

## Arquetipos

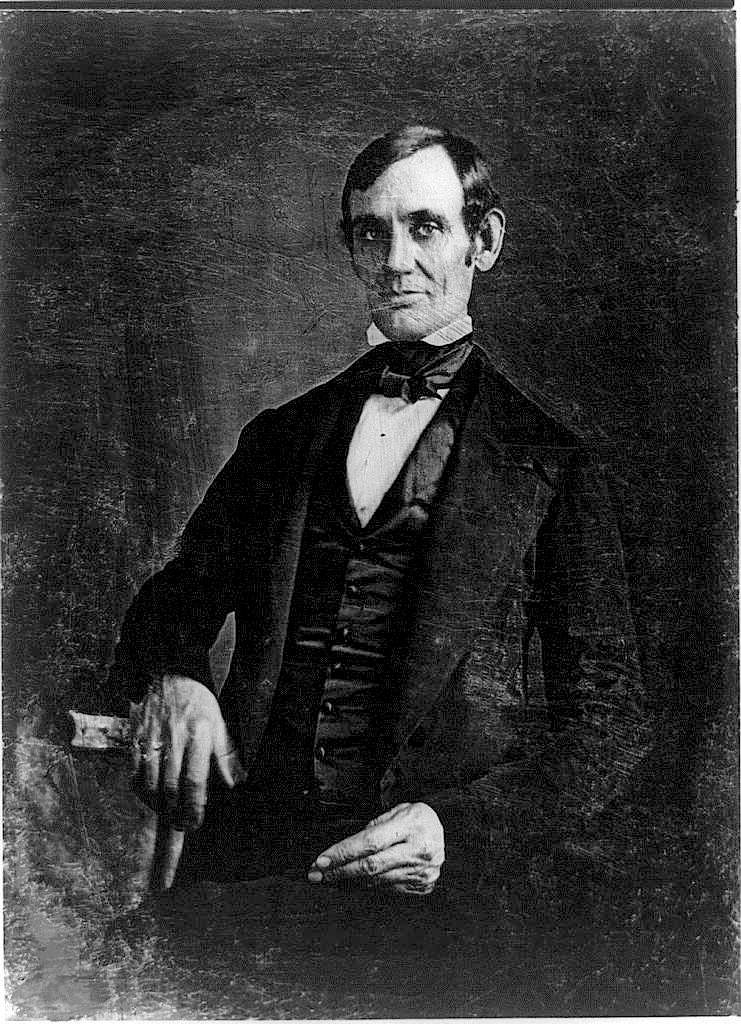
Abraham Lincoln, nació en 1809. Strauss y Howe lo identifican como miembro de la generación Trascendental.

Los autores dicen que dos tipos diferentes de épocas y dos ubicaciones de edad formativa asociadas a ellos (infancia y juventud) producen cuatro arquetipos generacionales que se repiten secuencialmente, con el ciclo de Crisis y Despertares. En Generaciones, Strauss y Howe se refieren a estos cuatro arquetipos como idealistas, reactivos, cívicos y adaptativos. En The Fourth Turning (1997) cambian esta terminología a Profetas, Nómadas, Héroes y Artistas. Dicen que las generaciones en cada arquetipo no solo comparten una ubicación por edad similar en la historia, sino que también comparten algunas actitudes básicas hacia la familia, el riesgo, la cultura, los valores, y el compromiso cívico. En esencia, las generaciones formadas por experiencias similares de la vida infancia y juventud desarrollan personajes colectivos similares y siguen trayectorias de vida similares. Hasta la fecha, Strauss y Howe han descrito 25 generaciones en la historia angloamericana, cada una con su correspondiente arquetipo. Los autores describen los arquetipos de la siguiente manera:

### Profeta
Las generaciones de Profetas entran a la niñez durante la Cumbre, un tiempo de vida comunitaria rejuvenecida y consenso en torno a un nuevo orden social. Los profetas crecen como niños cada vez más mimados de esta era posterior a la Crisis, llegan a la madurez como jóvenes cruzados absortos de un Despertar, se centran en la moral y los principios en la mediana edad y emergen como ancianos guiando en otra Crisis. [57] Ejemplos: Generación Trascendental, Generación Misionera, Baby Boomers.

Famosos profetas: Abraham Lincoln, Franklin Delano Roosevelt, Xi Jinping, Vladímir Putin, Alexander Lukashenko, y Donald Trump

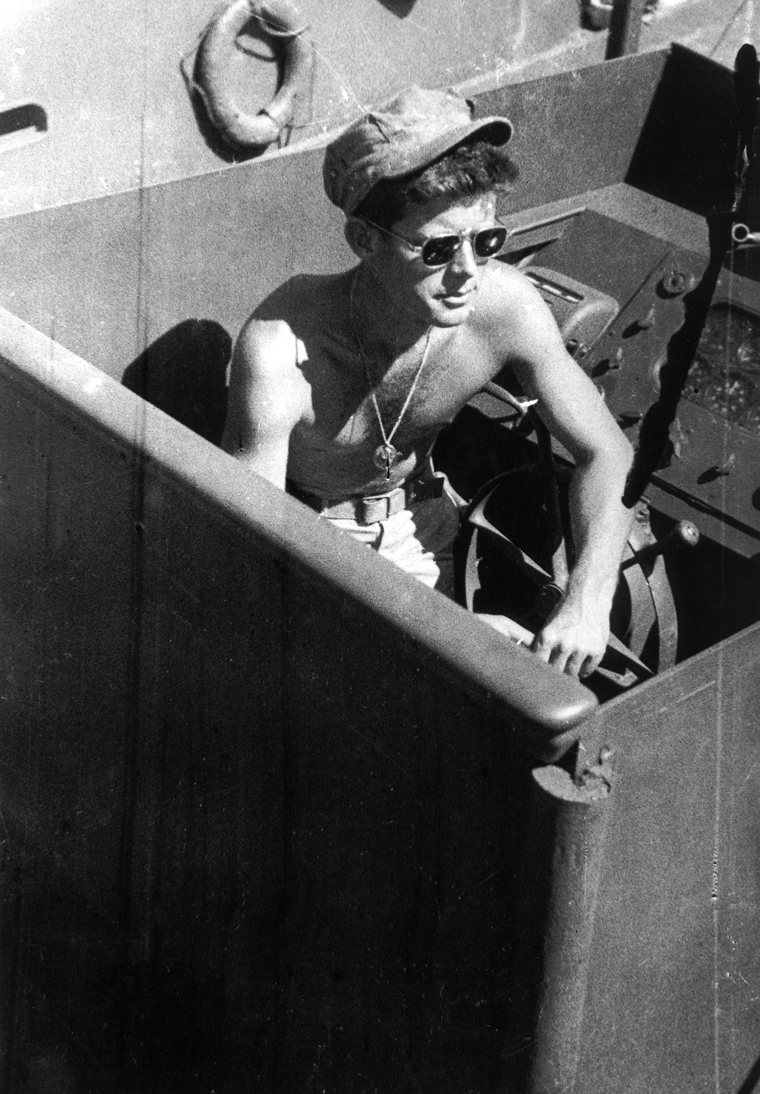
Los adultos jóvenes luchando en la II Guerra Mundial nacieron en la primera parte del siglo XX, como PT109 comandante LTJG John F. Kennedy (b. 1917). Ellos son parte de la Generación G. I., que sigue el arquetipo de Héroe.

### Nómada
Las generaciones nómadas entran en la niñez durante un Despertar, un tiempo de ideales sociales y agendas espirituales, cuando los adultos jóvenes están atacando apasionadamente el orden institucional establecido. Los nómadas crecen como niños poco protegidos durante este Despertar, llegan a la mayoría de edad como adultos alienados, posteriores al Despertar, se convierten en líderes pragmáticos de la mediana edad durante una Crisis y envejecen en ancianos resilientes después de la Crisis. Ejemplos: generación dorada, generación perdida, generación X
Famosos Nómadas: John D Rockefeller, Jeff Bezos, Jacinda Ardern

### Héroe
Las generaciones de héroes entran a la niñez después de un Despertar, durante un Desengaño, un tiempo de pragmatismo individual, autosuficiencia y laissez-faire. Los héroes crecen como niños después del Despertar, cada vez más protegidos, llegan a la mayoría de edad como optimistas jóvenes durante una Crisis, emergen como maduros enérgicos, excesivamente seguros, y envejecen como ancianos políticamente poderosos atacados por otro Despertar. Ejemplos: Generación G.I., milenial
Héroes famosos: Thomas Jefferson, John F Kennedy, y Alexandria Ocasio-Cortez

### Artista
Las generaciones de artistas entran en la niñez después de un Desentrañar, durante una Crisis, un momento en que los grandes peligros reducen la complejidad social y política a favor del consenso público, instituciones agresivas y una ética de sacrificio personal. Los artistas crecen sobreprotegidos por adultos preocupados por la Crisis, llegan a la madurez como los jóvenes socializados y conformistas de un mundo posterior a la Crisis, surgen como líderes de la mediana edad durante un Despertar y envejecen como sabios ancianos del Despertar. Ejemplos: generación silenciosa, generación Z
Famosos Artistas: Martin Luther King Jr y Theodore Roosevelt

## Temporización de las generaciones y ciclos
| Generación                           | Arquetipo               | Era                     | Entrada de infancia                                                                                           | Era de generación       |
| Saecula Medevial Tardío              | Saecula Medevial Tardío | Saecula Medevial Tardío | Saecula Medevial Tardío                                                                                       | Saecula Medevial Tardío |
| ------------------------------------ | ----------------------- | ----------------------- | --- | ----------------------- |
| Arthuriana                           | Heroica (Cívico)        | 1433-1460 (27)          | Generación 3: Desentrañado: Guerra de los Cien Años                                                           | 1435–1459 (24)0         |
| Humanista                            | Artista (Adaptiva)      | 1461–1482 (21)          | Generación 4: Crisis: Guerra de las Dos Rosas                                                                 | 1459–1487 (28)          |
| Saecula de Reformación (107 años)    |                         |                         | |                         |
| Reformación                          | Profeta (Idealista)     | 1483–1511 (28)          | Generación 1: Alta: Renaissancia de Tudor                                                                     | 1487–1517 (30)          |
| Repriso                              | Nomáda (Reactiva)       | 1512–1540 (28)          | Generación 2: Despertar: Protestant Reformation                                                               | 1517-1542 (25)          |
| Elizabetana                          | Heroica (Cívico)        | 1541–1565 (24)          | Generación 3: Desentrañado: Intolerancia                                                                      | 1542–1569 (27)          |
| Parliamentary Generation             | Artista (Adaptiva)      | 1566–1587 (21)          | Generación 4: Crisis: Armada Invencible                                                                       | 1569–1594 (25)          |
| Saecula de Nuevo Mundo (110 años)    |                         |                         | |                         |
| Puritana                             | Profeta (Idealista)     | 1588–1617 (29)          | Generación 1: Alta: Alegre Inglaterra                                                                         | 1594–1621 (27)          |
| Cavalier                             | Nómada (Reactiva)       | 1618–1647 (29)          | Generación 2: Despertar: Despartamiento de Puritanos                                                          | 1621–1649 (28)          |
| Generación Gloriosa                  | Heroica (Cívica)        | 1648–1673 (25)          | Generación 3: Desentrañado: Reacción y restoración                                                            | 1649–1675 (26)          |
| Generación de Iluminación            | Artista (Adaptiva)      | 1674–1700 (26)          | Generación 4: Crisis: Juicios de Salem/guerra del rey Felipe/ Revolución Gloriosa/guerra de sucesión española | 1675–1704 (29)          |
| Saecula de Revolución (90 años)      |                         |                         | |                         |
| Generación del Despertar             | Profeta (Idealista)     | 1701–1723 (22)          | Generación 1: Alta: Era del Imperio Augusto                                                                   | 1704–1727 (23)          |
| Generación de Liberdade              | Nómada (Reactiva)       | 1724–1741 (17)          | Generación 2: Despertar: Primer Gran Despertar                                                                | 1727–1746 (19)          |
| Generación de República              | Heroica (Cívica)        | 1742–1766 (24)          | Generación 3: Desentrañado: Guerra franco-india                                                               | 1746–1773 (27)          |
| Generación de Compromisos            | Artista (Adaptiva)      | 1767–1791 (24)          | Generación 4: Crisis: Revolución Americana                                                                    | 1773–1794 (21)          |
| Saecula de la Guerra Civil (71 años) |                         |                         | |                         |
| Transcendental Generation            | Profeta (Idealista)     | 1792–1821 (29)          | Generación 1: Alta: Era de Buenos Sentimientos                                                                | 1794–1822 (28)          |
| Generación Dorada                    | Nómada (Reactiva)       | 1822–1842 (20)          | Generación 2: Despertar: Segundo Gran Despertar                                                               | 1822–1844 (22)          |
|                                      | Heroica (Cívica)1       |                         | Generación 3: Desentrañado: Intervención estadounidense en México                                             | 1844–1860 (16)          |
| Generación Progresiva                | Artista (Adaptiva)      | 1843–1859 (16)          | Generación 4: Crisis: guerra civil americana                                                                  | 1860–1865 (5)           |
| Saecula del Gran Poder (81 años)     |                         |                         | |                         |
| Generación de Missionarios           | Profeta (Idealista)     | 1860–1882 (22)          | Generación 1: Alta: Reconstrucción/Era Dorada                                                                 | 1865–1886 (21)          |
| Generación Perdida                   | Nómada (Reactiva)       | 1883–1900 (17)          | Generación 2: Despertar: El Despertar Misionero                                                               | 1886–1908 (22)          |
| Generación GI                        | Heroica (Cívica)        | 1901–1924 (23)          | Generación 3: Desentrañado: Primera Guerra Mundial/Prohibición                                                | 1908–1929 (21)          |
| Generación Silenciosa                | Artista (Adaptiva)      | 1925–1942 (17)          | Generación 4: Crisis: Gran Depresión/Segunda Guerra Mundial                                                   | 1929–1946 (17)          |
| Saecula Milenial                     |                         |                         | |                         |
| Baby boom                            | Profeta (Idealista)     | 1943–1960 (17)          | Generación 1: Alta: Pax Americana                                                                             | 1946–1964 (18)          |
| Generación 13.ª2                     | Nómada (Reactiva)       | 1961–1981 (20)          | Generación 2: Despertar: Revolución de conciencia                                                             | 1964–1984 (20)          |
| Generación Milenial3                 | Heroica (Cívica)        | 1982–2004 (22)          | Generación 3: Desentrañado: Guerras de cultura, posmodernismo, Crisis de Kosovo                               | 1984–2008 (24)          |
| Generación del hogar4                | Artista (Adaptiva)      | 2005–presente           | Generación 4: Crisis: Gran Recesión, Guerra de terror, Pandemia de COVID-19, Crisis climática                 | 2008-presente (15)      |

Nota (0): Strauss y Howe basan las fechas de inicio y finalización de cada etapa no en el período del año generacional de nacimiento, sino cuando la generación anterior ingresa a la edad adulta. Una generación que "llega a la mayoría de edad" es señalada por un "evento desencadenante" que marca el punto de inflexión y el final de una etapa y el comienzo de la nueva. Por ejemplo, el "evento desencadenante" que marcó la mayoría de edad para la Generación baby boom fue el asesinato de John F. Kennedy. Esta es la razón por la cual las fechas de inicio y finalización no coinciden exactamente con los años de nacimiento generacional, pero tienden a comenzar y finalizar algunos años después del año generacional. Esto también explica por qué se describe que una generación ha "entrado en la infancia" durante una etapa en particular, en lugar de "haber nacido durante" una etapa en particular.
Nota (1): Según Strauss y Howe, sus arquetipos generacionales han aparecido en la historia angloamericana en un orden fijo durante más de 500 años, con un tropiezo en el Saeculum de la Guerra Civil. Dicen que la razón para esto se debe a que según la tabla, la Guerra Civil se produjo diez años antes; las generaciones adultas permitieron que llegaran los peores aspectos de sus personalidades generacionales; y los progresistas crecieron marcados en lugar de ennoblecidos.
Nota (2): Strauss y Howe usan el nombre "Generación 13ª" en lugar de la "Generación X" más ampliamente aceptada en su libro, que se publicó pocas semanas antes del libro de Douglas Coupland, Generación X: Cuentos para una cultura acelerada. La generación está numerada así porque es la decimotercera generación viva desde la independencia de los Estados Unidos (contando hasta la de Benjamin Franklin).
Nota (3): aunque todavía no existe un nombre universalmente aceptado para esta generación, los "Millennials" (un nombre que acuñaron Strauss y Howe) se han convertido en el más ampliamente aceptado. Otros nombres utilizados en referencia incluyen la Generación Y (ya que es la generación siguiente a la Generación X) y "La Generación Limpia".
Nota (4): New Silent Generation fue un nombre de holding propuesto utilizado por Howe y Strauss en su historia demográfica de Estados Unidos, Generations, para describir la generación cuyos años de nacimiento comenzaron en algún momento a mediados de la década de 2000 y el punto final será alrededor de mediados  de los 2020. Howe ahora se refiere a esta generación como la Generación de la Patria.
Nota (5): No existe un acuerdo consistente entre los sociólogos de que el 11-S y la Guerra contra el Terror se encuentran completamente en una era de Crisis. Los hechos sugieren que la Era de Crisis habría comenzado con la Crisis Financiera de 2008.
La longitud básica de generaciones y etapas -unos veinte años- se deriva de las fases de la vida biológicamente determinadas. Esta es la razón por la que se han mantenido relativamente constante durante siglos. Algunos han argumentado que los rápidos avances de la tecnología en las últimas décadas acortan la duración de una generación. De acuerdo con Strauss y Howe, sin embargo, este no es el caso. Mientras la transición a la edad adulta ocurra alrededor de los 20 años, la transición a la mediana edad alrededor de los 40 años y la transición a la vejez alrededor de los 60 años, dicen que la duración básica de las generaciones y etapas seguirá siendo la misma.
Sin embargo, en su libro The Fourth Turning, Strauss y Howe dicen que los límites precisos de las generaciones y los cambios son erráticos. El ritmo generacional no es como ciertos ciclos inorgánicos simples en física o astronomía, donde el tiempo y la periodicidad pueden predecirse al segundo. En cambio, se asemeja a los complejos ciclos orgánicos de la biología, donde los intervalos básicos perduran, pero el tiempo preciso es difícil de predecir. Strauss y Howe comparan el ritmo secular con las cuatro estaciones, que dicen que ocurren de manera similar en el mismo orden, pero con un tiempo levemente variable. Así como el invierno puede llegar tarde o temprano, y ser más o menos severo en cualquier año dado, lo mismo puede decirse de una cuarta etapa en cualquier saeculum dado.